# محمد حلمي مراد
محمد حلمي مراد وزير التربية والتعليم الأسبق ونائب رئيس حزب العمل المصري وعضو برلماني سابق.

## حياته
ولد الدكتور محمد حلمي مراد في 7 يوليو عام 1919 بحي السيدة زينب بالقاهرة.تخرج في كلية الحقوق جامعة القاهرة عام 1939.حصل علي دبلوم الدراسات العليا في القانون العام عام1940.

## مسيرته
التحق بالنيابة العامة عام1942 وترقي بها إلي أن وصل وكيلا للنائب العام عام 1946.حصل علي درجة الدكتوراه من جامعة باريس عن رسالته صندوق النقد الدولي عام 1949.أستاذا للمالية العامة بقسم الاقتصاد ثم رئيسا للقسم بجامعة عين شمس عام 1956.مديرا عاما للمؤسسة الثقافية والعمالية خلال عامي 1963، 1962.
رئيس لجامعة عين شمس في أواخر عام 1967.
وزيرا للتربية والتعليم عام.1968
شارك في صياغة بيان30 مارس للإصلاح السياسي عام1968, وبسبب ذلك اختلف مع الرئيس عبد الناصر وتم اعفاؤه من الوزارة.
حصل علي جائزة الدولة التقديرية في العلوم الاجتماعية عام.1973
عضو بمجلس الشعب من عام1976 عن دائرة مصر الجديدة حتي حل المجلس في أبريل1979.
اختارته اللجنة العليا بحزب العمل نائبا لرئيس الحزب عام.1979

## وفاته
توفي في 27 فبراير 1998

## مؤلفاته
- مالية الدولة عام 1959.
- العلاقات الاقتصادية الدولية عام 1961.
- التأمينات الاجتماعية في البلاد العربية عام 1972
- القوي العاملة في الوطن العربي عام 1972
- الفساد في قطاع البترول.
- من أجل مصر أعارض بكل حرية، 1996

لم تغفله ذاكرة برلمان1976 نائبا عن دائرة مصر الجديدة عندما قاتل عن المادة الثالثة من الدستور بأن السيادة للشعب وحده.
هو الذي طالب بالتحقيق مع المسئولين عن هزيمة67 ودخل في خلافات مع سيد مرعي الذي حاول أن ينسب الفكرة إلي صهره الرئيس السادات.
في أرشيف النبلاء كان واحدا من نواب الكتيبة(13) الذين عارضوا معاهدة كامب ديفيد التي دفعت الرئيس السادات إلي حل مجلس الشعب.
د.مراد كان صاحب عمق في نظرته السياسية.. عرض عليه زملاؤه النواب.. عقد اجتماع لدراسة الترشح مرة أخري في الانتخابات التي جرت1979 وأن تكون هذه الانتخابات بمثابة قياس رأي ونبض الشارع تجاه الاتفاقية التي عقدها السادات.
من بين13 نائبا الذين عارضوا كامب ديفيد.. جاء رد د. مراد رافضا للترشح مرة ثانية..
قال لهم إنه يستشعر روح الغدر والتزوير من السادات وأنه لن يسمح لأحد من هذه المجموعة بالعودة إلي البرلمان بكل الطرق, وبالتالي فإن الترشح سوف يصبح مثل عدمه.
لم يقتنع رفاقه بالكلام وجميعهم12 مرشحا- بعد اعتذار د. مراد- خاضوا التجربة وعند اعلان النتيجة.. فوجئوا بسقوطهم جميعا عدا ممتاز نصار الذي كانت له واقعة خاصة قيل إنها تتعلق بالهجوم علي صناديق الاقتراع والقائها في عرض البحر, وبالتالي لم يكن هناك بد أمام السادات سوي عبور ممتاز نصار إلي البرلمان مرة أخري.
صدقت نبوءة د.حلمي في خسارة نواب المعارضة فهرول إليه الخاسرون: نعم أخطأنا لأننا لم نسمع كلامك!

## اعتقله
في اعتقالات سبتمبر1981 جاء اسم حلمي مراد في المقدمة ليكتب تاريخ السجون لقاء عمالقة السياسية في مزرعة طره الذي ضم محمد حسنين هيكل, وفؤاد سراج الدين, وعبدالفتاح حسن, وإسماعيل صبري عبدالله, وفؤاد مرسي, وعصمت سيف الدولة, وعادل عيد ومحمد فايق.تباينت اتجاهاتهم خلف الأسوار لكن حلمي مراد استطاع بطريقته الهادئة أن يجمعهم علي قلب رجل واحد من خلال المناقشات التي كان تدار بينهم.
تختلف مع أفكاره أو تتفق لكنك لا تملك سوي احترامه.
شعاره دائما مقولة حكيم العرب: قولي صواب يحتمل الخطأ.. وقول غيري خطأ يحتمل الصواب.
عرف أن الحرية هي السبيل الوحيد للنهوض بالأمم فألف كتابه الشهير: من أجل مصر أعارض بكل حرية.
أثقلت هامته قضايا حقوق الإنسان, وإلغاء حالة الطوارئ.. وبيروقراطية الإدارة الحكومية.
تولي أرفع المناصب.. وعاش في زنازين ثلاثة رؤساء ناصر والسادات ومبارك.
في لحظات ضعفه لم تتنازل ملامحه عن الشموخ وكبرياء الباحث عن الحرية والكرامة والقيم النبيلة.طارده حماس تحرير الأراضي العربية المحتلة.. فكان من أشد المدافعين والمؤيدين لمظاهرات الطلبة الشهيرة.شكل الرئيس عبدالناصر الحكومة فوجد فكر وعقل د.حلمي مراد مناسبا لحقيبة التربية والتعليم.. وافق مراد واعتبرها خطوة علي طريق الاصلاح يمكن من خلالها إفادة البلاد.
جلس علي كرسي وزارة التربية والتعليم واعتبر أنه من الخطأ السكوت علي أي مشكلة في وزارة أخري حتي إن كان لها وزير آخر.
في اجتماع مجلس الوزراء برئاسة عبدالناصر اشتبك د.مراد مع وزير العدل حول عدد من القضاة استقالوا ظلما.. فاعتبره الآخرون تدخلا من د.مراد في غير اختصاصه.
لفت انتباهه أحد الوزراء علي انفراد, وجها لوجه, وراح آخرون يفسدون العلاقة بينه وبين الرئيس عبدالناصر.
أشار له الرئيس إلي أن هناك حالة غيرة وربما شكوي من تدخلاتك في ملفات تتعلق بوزارات أخري فرد: نحن معنيون بمصلحة الشعب, والمصلحة العامة, وأن ازمة القضاة سوف تنفجر ويجب علاجها قبل ان تصبح مذبحة.استمع له عبدالناصر ثم باغته في جدية متساءلا: هما القضاه هيخوفونا؟! فرد حلمي مراد: اي عربجي في مصر.. صاحب حق يخوفنا.. وانزعج الرئيس من اجابة الوزير مراد ولف الصمت حوارهما.. واستأذن د. مراد ليعود إلي منزله.
كثرت الاقاويل والشائعات حول انقطاع د. حلمي مراد عن الوزارة حتي طلعت علينا صحف يوم1969/7/10 بخبر مقتضب اعلن فيه اعفاء الدكتور حلمي مراد وزير التربية والتعليم من منصبه.
عندما سئل عن اسباب خلافه مع عبدالناصر..
اجاب: خلافات تتعلق بالوطن ومصالح المواطنين..
عاش محاميا.. استاذا جامعيا ورئيس قسم.. وكيل جامعة القاهرة.. ورئيس جامعة عين شمس وزير التربية والتعليم.. ومدير شركة التنبؤ الاقتصادي في بيروت.. كل هذا وعندما مات لم يترك سوي وصية بمبلغ قدره تسعة آلاف جنيه في البنك وحافظة نقود جلد سوداء بها ثماني جنيهات وخمسة وسبعون قرش.. وكارنية المحاماة.. وحذائين حذاء بني اللون والآخر اسود اللون.
كان من أبرز كتاب جريدة "الشعب" وقاد العديد من الحملات الصحفية ضد الفساد و من ابرز حملاته:حملته علي صفقة التليفونات التي كانت بين مصر وفرنسا و هاجم فيها الدكتور مصطفي خليل رئيس الوزراء في ذلك الوقت لان مكتب خليل وهو مكتب هندسة إتصالات هو الذي قام بدراسة الجدوي لهذه الصفقة نظير اتعاب 5 مليون دولار.
اختارته اللجنة العليا بحزب العمل نائبا لرئيس لحزب عام 1979.
في مارس 1981 كتب الدكتور محمد حلمي مراد مقاله المشتهر " الوضع الدستوري لحرم السيد رئيس الجمهورية " والذي قال المراقبون بشأنه " إن هذا المقال كان من أهم أسباب دفع اسم الدكتور حلمي مراد إلى مقدمة قائمة المعتقلين عام 1981" ، وقامت السلطات بإغلاق جريدة الشعب والتي كانت منبره الأول في التعبير عن أرائه ومواقفه.
عقب خروجه من السجن تم انتخابه أمينا عاما للحزب عام 1982، واستأنف مراد حملاته ضد الفساد فكانت حملته الشهيرة ضد فساد قطاع البترول تحت شعار (حاكموهم او حاكمونا) والتي أدت إلي إسقاط عبد الهادي قنديل وزير البترول في ذلك الوقت.
في يناير 1983 أصدر الدكتور حلمي مراد كتابـه " التغيير أو الضياع" ولنلاحظ هنا استخدام مصطلح التغيير وليس الإصلاح ، وكان أشهر استجواب صاغه الدكتور حلمي مراد (استجواب وزير الداخلية آنذاك حسن أبو باشا حول تزوير الانتخابات مجلس الشعب عام 1984 وقد تقدم بة المهندس إبراهيم شكري.
والاستجواب الذي تقدم به مجدي احمد حسين لوزير البترول عبد الهادي قنديل حول الفساد في قطاع البترول عام 1988.
صدر في سبتمبر 1993 كتاب " لماذا نقول لا في استفتاء الرئاسة القادم " للدكتور حلمي مراد والأستاذ عادل حسين وهو تجميع لمقالاتهما بجريدة الشعب في الفترة من مايو وحتى سبتمبر 1993 وقد صدر الكتاب ببيان اللجنة العليا للحزب في 16 يوليو 1993 برفض اختيار حسني مبارك لفترة رئاسة ثالثة وبطلان ترشيح مجلس الشعب القائم وقتها له حيث حكمت محكمة النقض وقتها بعدم صحة انتخاب أكثر من سبعين من أعضائه، وكان جزاء الدكتور حلمي مراد و الأستاذ عادل حسين الحجز في قسم مصر الجديدة ومعهما الصحفي علي القماش ولم يمنع الزبانية عمرهما الكبير أو مكانتهما العالية وتركاهما ينامان على البورش ليلتين أو أكثر, ومن بين عناوين المقالات التي تضمنها الكتاب " ترشيح مبارك للرئاسة معيب وينبغي تصحيحه – حقائق التبعية السياسية والاقتصادية التي ينفيها مبارك – زاد الفساد والفقر في عهدك يا مبارك وهذا وقت الرفض والمقاومة – نحن مثل آخر أيام السادات, الكل ضد الرئيس – ليكن سبتمبر شهر التحرك العام لفرض إرادة الأمة عبر استفتاء حر".